# Oxycopis galapagoensis
Oxycopis galapagoensis es una especie de coleóptero de la familia Oedemeridae.

## Distribución geográfica
Habita en las Islas Galápagos.